# Miomir Kecmanović
Miomir Kecmanović, född 31 augusti 1999, är en serbisk tennisspelare. Han har som högst varit rankad på 27:e plats på ATP-rankningen, vilket han nådde den 16 januari 2023.

## Karriär

### 2020
Kecmanović började året med att tävla vid Qatar ExxonMobil Open. Han började med att besegra australiska Jordan Thompson och slog därefter tredje seedade Jo Wilfrid Tsonga i den andra omgången. I kvartsfinalen blev det vinst med två raka set över ungerska Márton Fucsovics, men i semifinalen tog det stopp mot ryska Andrej Rubljov som sedermera vann hela turneringen.
I september 2020 tog Kecmanović sin första titel på ATP-touren efter att ha besegrat tyska Yannick Hanfmann i finalen av Austrian Open Kitzbühel.

## ATP-finaler i kronologisk ordning

### Singel: 2 (1 titel, 1 andraplats)
| Teckenförklaring                  |
| --------------------------------- |
| Grand Slam turneringar (0–0)      |
| ATP World Tour Finals (0–0)       |
| ATP World Tour Masters 1000 (0–0) |
| ATP World Tour 500 Series (0–0)   |
| ATP World Tour 250 Series (1–1)   |

| Finaler efter underlag |
| ---------------------- |
| Hard court (0–0)       |
| Grus (1–0)             |
| Gräs (0–1)             |

| Resultat | V–F | Datum          | Turnering                 | Kategori   | Underlag | Motståndare      | Resultat                |
| -------- | --- | -------------- | ------------------------- | ---------- | -------- | ---------------- | ----------------------- |
| Tvåa     | 0–1 | Juni 2019      | Antalya Open, Turkiet     | 250 Series | Gräs     | Lorenzo Sonego   | 7–6(7–5), 6–7(5–7), 1–6 |
| Vinnare  | 1–1 | September 2020 | Kitzbühel Open, Österrike | 250 Series | Grus     | Yannick Hanfmann | 6–4, 6–4                |